# Gisting Atas
Gisting Atas is een bestuurslaag in het regentschap Tanggamus van de provincie Lampung, Indonesië. Gisting Atas telt 10.285 inwoners (volkstelling 2010).